# Judo-Mixed-Team-Europameisterschaft 2023
Die Judo-Mixed-Team-Europameisterschaft 2023 wurde am 1. Juli im Rahmen der Europaspiele 2023 ausgetragen.

## Bilanz

### Medaillenspiegel
| Platz  | Land        | Gold | Silber | Bronze | Gesamt |
| ------ | ----------- | ---- | ------ | ------ | ------ |
| 1      | Georgien    | 1    | —      | —      | 1      |
| 2      | Deutschland | —    | 1      | —      | 1      |
| 3      | Italien     | —    | —      | 1      | 1      |
| 3      | Niederlande | —    | —      | 1      | 1      |
| Gesamt | Gesamt      | 1    | 1      | 1      | 1      |

### Medaillengewinner
| Gold | Silber | Bronze |
| --- | --- | --- |
| GeorgienEter Askilaschwili Lascha Bekauri Beka Ghwiniaschwili Eteri Liparteliani Lascha Schawdatuaschwili Sopio Somchischwili Georgi Teraschwili Guram Tuschischwili Gela Saalischwili | DeutschlandErik Abramov Seija Ballhaus Miriam Butkereit Losseni Kone Renée Lucht Martin Matijass Jano Rübo Pauline Starke Eduard Trippel | ItalienKwadjo Anani Cecilia Betemps Thauany David Capanni Dias Luigi Centracchio Odette Giuffrida Edoardo Mella Nicholas Mungai Christian Parlati Irene Pedrotti Gennaro Pirelli Giorgia Stangherlin Asya Tavano |
| GeorgienEter Askilaschwili Lascha Bekauri Beka Ghwiniaschwili Eteri Liparteliani Lascha Schawdatuaschwili Sopio Somchischwili Georgi Teraschwili Guram Tuschischwili Gela Saalischwili | DeutschlandErik Abramov Seija Ballhaus Miriam Butkereit Losseni Kone Renée Lucht Martin Matijass Jano Rübo Pauline Starke Eduard Trippel | NiederlandePleuni Cornelisse Frank de Wit Koen Heg Hilde Jager Marit Kamps Michael Korrel Jesper Smink Jelle Snippe Karen Stevenson Sanne van Dijke                                                              |